# Camille de Toledo
Camille de Toledo (Lyon, 1976) es un ensayista francés. Estudió historia, ciencias políticas, derecho y literatura en París, siguió su formación en la London School of Economics y se trasladó a Nueva York para estudiar cine y fotografía. De vuelta a Francia, fundó la revista Don Quichotte, ejerciendo de fotógrafo y editor de la misma.
Entre sus libros cabe destacar: El haya y el abedul. Ensayo sobre la tristeza europea (Península, 2010); Vies pøtentielles (Editions du Seuil, 2011); En época de monstruos y catástrofes (Alpha Decay, 2012); L’Inquiétude d’être au monde (Verdier, 2012), y Oublier, trahir, puis disparaître (Editions du Seuil, 2014). Actualmente colabora con regularidad para la revista de filosofía, arte y literatura Pylône. En 2008 fundó la Sociedad Europea de Autores para promover una cultura de todas las traducciones, con proyectos como Finnegan’s List y Secession.

## Publicaciones

### Ensayos
- Visiter le Flurkistan ou les illusions de la littérature-monde, PUF, 2007
- Le hêtre et le bouleau. Essai sur la tristesse européenne, Le Seuil, coll. " La Librairie du XXIe siècle ", 2009

### Novelas
- L'Inversion de Hieronymus Bosch, Verticales, 2005 (En época de monstruos y catástrofes, Alpha Decay, 2012)
- Vies et mort d'un terroriste américain, Verticales, 2007
- Vies pøtentielles, micro-fictions, Seuil, " La Librairie du XXIe siècle ", 2011
- Oublier, trahir, puis disparaître, Le Seuil, coll. " La Librairie du XXIe siècle ", 2014
- "Le Livre de la faim et de la soif", Gallimard, 2017
- “Thésée, sa vie nouvelle”, Verdier, 2020

### Canciones
- Rêves, Oscar Philipsen, Éditions de La Martinière, 2003
- L'Inquiétude d'être au monde, Verdier, Chaoïd Collection, 2012

### Teatro
- La Chute de Fukuyama
- Sur une île